# ダイハツ工業認証試験不正問題
ダイハツ工業認証試験不正問題（ダイハツこうぎょうにんしょうしけんふせいもんだい）は、2023年4月28日にダイハツ工業の内部通報によって日本国内向け及び海外向けの車両で衝突試験や排出ガスや燃費の不正が発覚した問題である。
この問題は、日本において2例目となる道路運送車両法第75条に基づく型式指定の取り消し処分並びに道路運送車両法第75条に基づく是正命令が適用されたケースでもある。また、ダイハツ工業ばかりでなく、親会社であるトヨタ自動車、ダイハツ工業製の車両をOEM供給を受けるマツダやスバルを始めとした他の自動車メーカーやダイハツ車を無償レンタルする地方自治体、ダイハツ工業製から車両のOEMをしていない多くの自動車メーカーまで巻き込むという問題にまで発展した。

## 概要

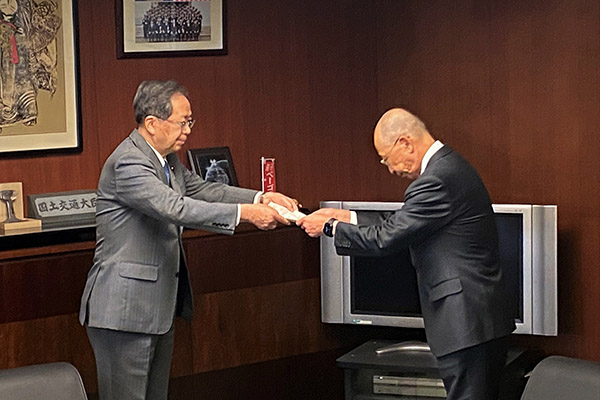
社長の奥平総一郎（右）へ是正命令書を手交する国土交通大臣の斉藤鉄夫（左）。2024年1月16日。

2023年4月28日、海外市場向け4車種の側面衝突試験の認証申請における不正行為を内部通報で確認したと発表。発表によると対象はマレーシアの現地合弁会社で販売する「プロドゥア・アジア」とトヨタブランドで販売する「アギア」と「ヤリスATIV（≒ヴィオス）」、開発中の車の計4車種であった。ダイハツが開発から認証試験まで担当し、一番古いもので2022年8月からタイとマレーシア、インドネシアで生産している車が該当。累計販売台数は計8万8123台。また、同年5月19日、ダイハツが日本国内向けに製造・販売するハイブリッド車2車種（「ロッキー」、およびトヨタブランドで販売する「ライズ」）で安全性を確認する側面衝突試験の手続きに不正が見つかったと発表。対象は約7～8万台に上る。これを受け同社はテレビコマーシャルを自粛し、同年7月に発売予定であった7代目「ムーヴ」の発売も延期された。
同年5月26日、当該車種について社内試験を実施した結果を報告（全項目で法定基準に適合）。同年5月31日には独立した第三者委員会による不正の全容解明および真因分析の実施、およびこの時点で実施可能な改善として組織改正の実施が発表された。
同年12月20日、第三者委員会による調査結果を公表。新たに25の試験項目で174件の不正が見つかったことを公表した。対象は他社へのOEMや生産をすでに終了したものも含めて64車種で、ダイハツは同日に国内外で販売する全車種を出荷停止した。衝突試験のほかに排ガスや燃費の試験なども含まれ、衝突試験ではタイマーでエアバッグが作動するよう不正な加工をしていたほか、排ガスの認証手続きでは、試験直前にガスの浄化装置の触媒を新品に差し替えるなどの不正があった。多くの車種では「安全性に問題はない」としているが、「キャスト」とそのOEMの「トヨタ・ピクシスジョイ」の2車種は安全性能基準を満たさない恐れがあり、リコールについて国土交通省に報告し、判断を求めるとした。もっとも古い不正は1989年7月から2000年3月まで発売された自社オリジナルのセダン型小型乗用車「アプローズ」であり、量産時にはしない加工をしてエンジン出力を向上させたというもので全体的な傾向としては2014年以降に不正の件数が増加したとしている。報告書では2016年にトヨタの完全子会社になって以降、ダイハツへの生産委託の増加などトヨタの小型車海外展開を担う役割が、不正につながる過度な短期開発のプレッシャーの背景の一つとなったと指摘した一方、第三者委員会の会見ではトヨタはダイハツの自主性を尊重していたとしてトヨタ側の責任については否定した。
一方、国外ではインドネシアのアストラ・ダイハツ・モーターが12月22日に同国内向けの自動車の出荷を再開。25日にはマレーシアのプロドゥアでも現地当局の許可が下り生産を再開した。
2024年1月16日、国土交通省は特に悪質な不正行為が確認されたとして（インドネシアのアストラ・ダイハツ・モーターが製造する）ダイハツ・グランマックストラックやそのOEMのトヨタ・タウンエーストラックとマツダ・ボンゴトラックの計3車種について、道路運送車両法に基づき大量生産に必要な「型式指定」を取り消す方針を明らかにし、1月26日に正式に3車種の型式指定を取り消した。1月19日、自見英子消費者担当大臣は、消費者庁としてダイハツ工業に対し、内部通報制度の見直しなどを求める行政指導を19日付けで行ったことを閣議後の会見で明らかにした。
2月13日、問題の責任を取り、奥平総一郎社長と松林淳会長が2024年3月1日付で退任することを発表した。
同年4月8日、「会社の再生に向けては、ダイハツの原点である軽自動車に改めて経営の軸を定める」という方向性が公表され、「軽自動車を中心に据えたモビリティカンパニー」を目指すとした。また、小型車はトヨタ自動車が開発から認証までの責任を持ち、ダイハツがその委託を受け、実際の開発を担う形態へ順次変更することを目指すことが発表された。同年6月25日、不正のあった生産終了を含むすべての車種・エンジンで完了し、認証不正問題は解決に至った。

## 本問題に伴うリコール
また、1月24日にダイハツは「キャスト」「ピクシスジョイ」の2車種計32万2740台（2015年8月〜23年6月製造）のリコールを国土交通省に届け出た。

## 製造・出荷停止となった車種
型式指定が取り消された車種
※2025年7月現在出荷停止中。
- ダイハツ・グランマックストラック
  - トヨタ・タウンエーストラック
  - マツダ・ボンゴトラック

型式指定が取り消されていない車種
※2025年7月現在全て出荷停止が解除されている。
- ダイハツ・トール
  - トヨタ・ルーミー
  - スバル・ジャスティ
- ダイハツ・コペン
  - トヨタ・コペン GR SPORT
- ダイハツ・タント
  - スバル・シフォン
- ダイハツ・ムーヴキャンバス
- ダイハツ・タフト
- ダイハツ・グランマックスカーゴ
  - トヨタ・タウンエースバン
  - マツダ・ボンゴバン
- トヨタ・プロボックス
  - マツダ・ファミリアバン
- ダイハツ・ミライース
  - スバル・プレオプラス
  - トヨタ・ピクシスエポック
- ダイハツ・アトレー
- ダイハツ・ハイゼットカーゴ
  - スバル・サンバーバン
  - トヨタ・ピクシスバン
- ダイハツ・ハイゼットトラック
  - スバル・サンバートラック
  - トヨタ・ピクシストラック
- ダイハツ・ロッキー
  - トヨタ・ライズ
  - スバル・レックス

## 影響
2023年（令和5年）12月20日、同社の不正問題の調査で対象がこれまで判明していた6車種から当車種を含めたほぼ全ての車種に拡大することが明らかとなり、国内外の全ての車種の出荷を停止する方向で調整することとなったが、その後の衝突安全試験の再試験の結果、2024年（令和6年）1月16日、国土交通省は当車種および同車種をベースにOEM供給しているトヨタ自動車「タウンエース」、マツダ「ボンゴ」（いずれもトラック）の型式指定を取り消す方針を固めた。これ以降は再取得するまでは事実上、生産できなくなる。マツダは「不正の影響が弊社向けの車にも及んだことはまことに遺憾だ。しっかりと再発防止を行い、早期に生産を再開出来るよう最大限努めてもらいたい」とコメントしている。一方、バンタイプは形式認定取り消しの対象から外れており、1月19日、国土交通省が当車種およびトヨタ自動車「タウンエース」、マツダ「ボンゴ」のバンタイプの出荷停止の指示を解除した。
SUBARU（スバル）は、ダイハツ工業に生産を委託している軽自動車など6車種について、受注を停止したことを明らかにした。同社の不正行為発覚を受け、現時点でダイハツによる生産や出荷の再開が見込めないため。
トヨタ自動車、スズキは、2023年度内に発売予定だった軽商用電気自動車（EV）の販売を延期することを明らかにした。同車両はダイハツがトヨタとスズキにOEM（相手先ブラントによる生産）供給する予定だった。ダイハツでは認証試験での不正を受け、12月21日から国土交通省が立ち入り検査を実施。国内全工場で稼働を停止している。ダイハツは認証検査不正の影響により、生産・出荷再開のめどは立っておらず、同車両の発売時期も未定となっている。
ダイハツの「ハイゼットカーゴ」をベースにトヨタの電動化技術を用いて開発した。スズキは「エブリイ」の名称でエンブレムやフロントバンパーを変えて発売する予定だった。スズキは31年3月までに国内で6車種のEVを投入する計画で、今回の軽商用EVは第1弾の位置づけだった。
ダイハツの親会社となるトヨタの広報部は「スズキ、ダイハツ、トヨタで役割分担しながら軽商用EVの開発を進めてきたが、ダイハツ認証不正の影響により、23年度内の発売を延期する判断をした」とコメントした。延期の期間は未定としている。
上記以外にも、2024年2月に公表した再発防止策で「開発標準日程」を従来比1.4倍にした影響で、一部既存車種は法規対応を柱とした継続生産車の改良が間に合わず、2024年11月から一時的に生産を再び見合わせる事態になった他、新車開発プロジェクトについても大幅に修正せざるを得なくなった。これにより前述のムーヴや軽商用電気自動車の他、同じく2023年度内に発売予定であった軽HVの開発は中止となり、同じく同年度内に発売予定であった新型トールの発売も2027年6月以降に延期となった。
2024年8月24日にはトヨタ自動車、いすゞ自動車、日野自動車、スズキが出資しているCommercial Japan Partnership Technologies及びCJPT-Asiaから脱退した（翌2025年1月29日に復帰）。
2024年1月19日、国交省はトヨタ・プロボックスなど5車種で安全性を満たしていることを確認し、出荷停止指示を解除。30日にはミライースなど新たに10車種の出荷停止を解除した。1月31日、ダイハツはプロボックスとファミリアバンの2車種について2月12日に生産を再開すると発表。ミライースやハイゼットなどについても2月19日以降の生産再開を検討するとした。